# Institut Ramon Muntaner (fundació privada)
L'Institut Ramon Muntaner es va constituir el 3 de juliol de 2003 d'un acord entre la Generalitat de Catalunya i la Coordinadora de Centres d'Estudis de Parla Catalana. La fundació neix amb l'objectiu difondre i donar suport als projectes d'investigació i de promoció cultural dels centres i instituts d'estudis de parla catalana, entitats dedicades principalment a l'estudi de la història, el patrimoni cultural i natural i les ciències socials i humanístiques i a la divulgació cultural dins els àmbits local i comarcal. Des de l'any 2021 també forma part del patronat la Federació d'Ateneus de Catalunya.  Per aquest motiu entre les seves finalitats actuals també es troba el suport a la mateixa Federació i els ateneus federats.